# Готтлиб, Мауриций

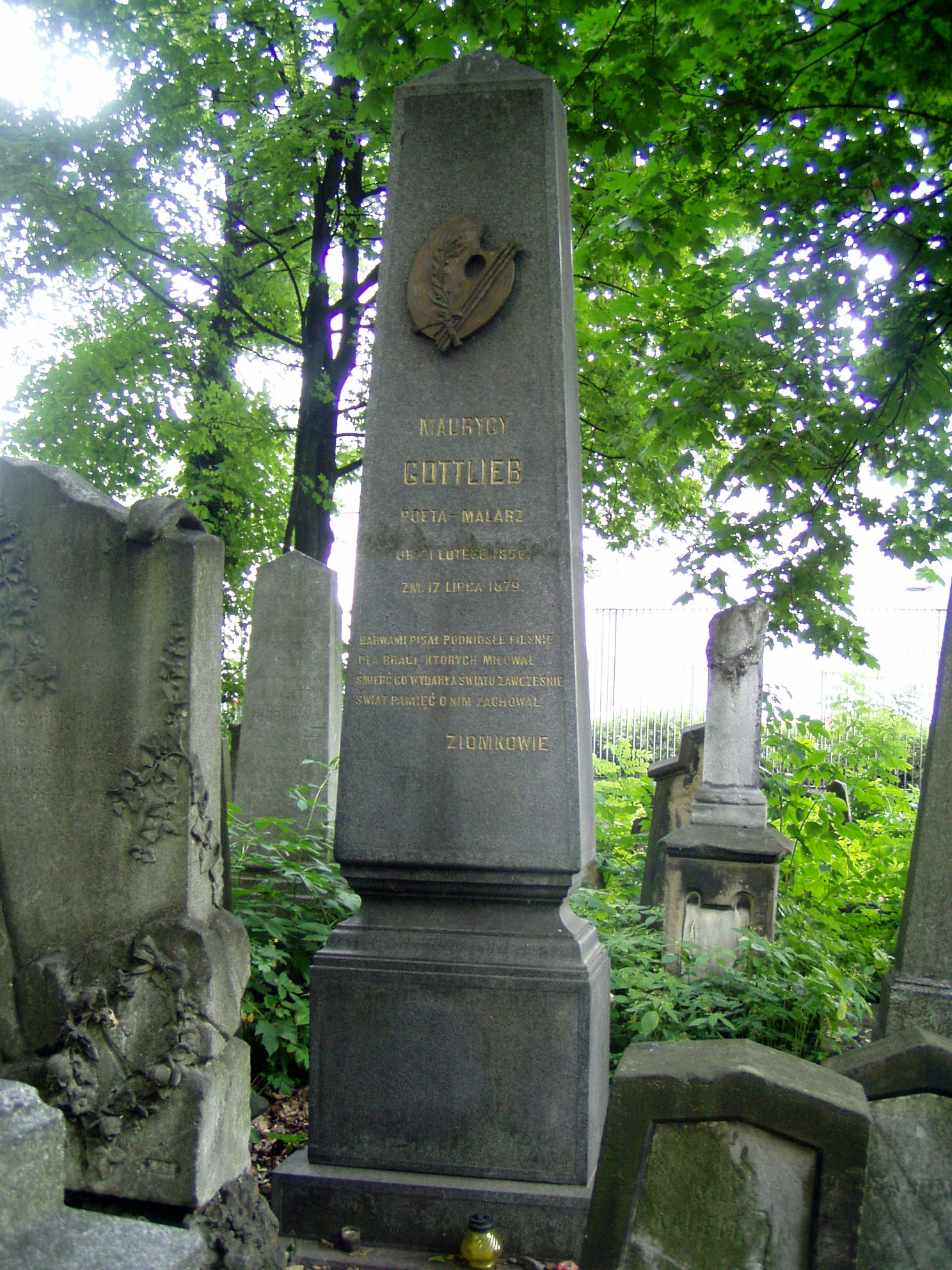
Могила Мауриция Готтлиба

Мауриций (Маурыцы) Готтлиб (пол. Maurycy Gottlieb; 21 или 28 февраля 1856, Дрогобыч, Австрия — 17 июля 1879, Краков) — польский еврейский художник-реалист эпохи романтизма. Родился в Дрогобыче, в богатой идишской и польскоязычной ортодоксальной еврейской семье, живущей в Галиции, бывшей тогда частью австрийского сектора Разделенной Польши, теперь Западной Украины. Один из самых талантливых учеников Яна Матейко, умер в возрасте 23-х лет.

## Биография
Мауриций (Моисей) родился в богатой семье, и был одним из одиннадцати детей Исаака Готтлиба — владельца завода, и Фани, урожденной Тигерман. Получил образование в Базилианской школе в Дрогобыче, затем в гимназии в Лемберге (Львове), где познакомился с живописью. Его исключили из школы за то, что он нарисовал карикатуру на одного из учителей, но он продолжил свое обучение в частном порядке и сдал экзамены в школе в Стрые. В 1872 году, в пятнадцать лет он поступил в Венскую академию изобразительных искусств на три года. В 1873 году он отправился в Краков учиться у Яна Матейко, творчеством которого был глубоко впечатлён, и подружился с Яцеком Мальчевским. Однако антисемитский инцидент в Краковской академии искусств побудил его покинуть город менее чем через год, несмотря на протесты Мальчевского.
Он отправился в Норвегию и остался в Молде. Позже вернулся в Вену и оттуда отправился в Мюнхен, в 1875 году, чтобы учиться у Карла Пилоти и Александра Вагнера. В 1876 году он выиграл золотую медаль в Мюнхенской академии художеств за картину «Шейлок и Джессика» (на сюжет шекспировского «Венецианского купца»). В том же году вернулся в Вену, чтобы посетить мастерскую Генриха фон Анжели. В течение следующих двух лет он жил и работал в Вене и писал картины на библейские темы, а также иллюстрации для мюнхенского издательства Friedrich Bruckmann.
Используя защиту венского раввина Куранды (портрет которого написал) и специальную стипендию, отправился на учёбу в Италию. Осенью 1878 года Готлиб отбыл в Рим, где подружился с Генрихом Семирадским. На банкете в своей резиденции на Виа Гаэта Готтлиб встретился с Матейко, который убедил его вернуться в Краков в качестве одного из его лучших учеников для работы над серией монументальных картин, включая сцены из истории евреев в Польши.
В 1879 году Готтлиб поселился в Кракове и начал работать над своим новым крупным проектом. Он умер в том же году от осложнений со здоровьем. Матейко присутствовал на его похоронах и пообещал отцу присмотреть за его младшим братом Марчином.
Картина «Шейлок и Джессика» была выставлена во Львове в 1877 году, а в 1878 году в Захете, в Варшаве, и получила широкое признание. Готтлиб писал лицо Джессики с лица Лауры Розенфельд, с которой состоял в отношениях и предложил пожениться. Однако Лаура отклонила его предложение и вышла замуж за берлинского банкира. Готтлиб планировал жениться на Лауре Розенфельд, но когда он услышал о её браке, то сознательно подверг себя воздействию стихий и умер от осложнений от простуды и болей в горле.
Несмотря на его преждевременную смерть в возрасте 23-х лет, более трехсот его работ сохранились (в основном эскизы, но есть и картины маслом), хотя не все закончены. После падения Железного занавеса многие польские неизвестные на Западе коллекции были популяризированы, и его репутация значительно выросла. Его брат — Леопольд Готтлиб родился за месяц до его смерти и, став взрослым, приобрёл известность как художник.
Похоронен на Новом еврейском кладбище в Кракове.

## Творчество
Писал картины на исторические сюжеты, разрабатывал еврейские темы, в том числе — библейские сюжеты.
В период обучения в Кракове он создал такие исторические картины, как «Присяга Костюшко в Кракове», «Ливонский холостяк с просьбой защитить Зигмунта Августа от Императора Фердинанда, Альбрехта, Бранденбурга, получающего инвестиции от короля Сигизмунда Старого», «Сцена из жизни Димитрия Самозваница», а также «Автопортрет в костюме польского дворянина». Позже он в основном писал работы, связанные с еврейской культурой и традициями. Картина Шейлок и Джессика (1877) высоко ценилась, выставлялась в Индустриальной школе во Львове, затем в Варшаве. Кроме того, Готтлиб создал множество типов портретов (автопортрет в образе Агасфера, Еврей в арабском костюме, Голова старухи в кепке, Пьяница и другие), а по заказу венского издателя проиллюстрировал жизнь Натана Мендрица и Уриэля Акосты и книгу Руфь.
В последний период своей жизни Готтлиб работал в основном над картинами, которые были реализацией его новой миссии - польско-еврейского примирения через живопись. Это были как религиозные (Иисус в синагоге в Капернауме, Христос в храме), так и исторические и литературные произведения (Казимеж Вельки, Предоставление прав евреям, Янкиэль Цимбалиста и Зося).
Работы Готтлиба были представлены несколько раз в межвоенный период. В 1892 году Мемориальный комитет Готтлиба установил ему могильный памятник (обелиск). Художника часто называли самым выдающимся учеником Матейко.

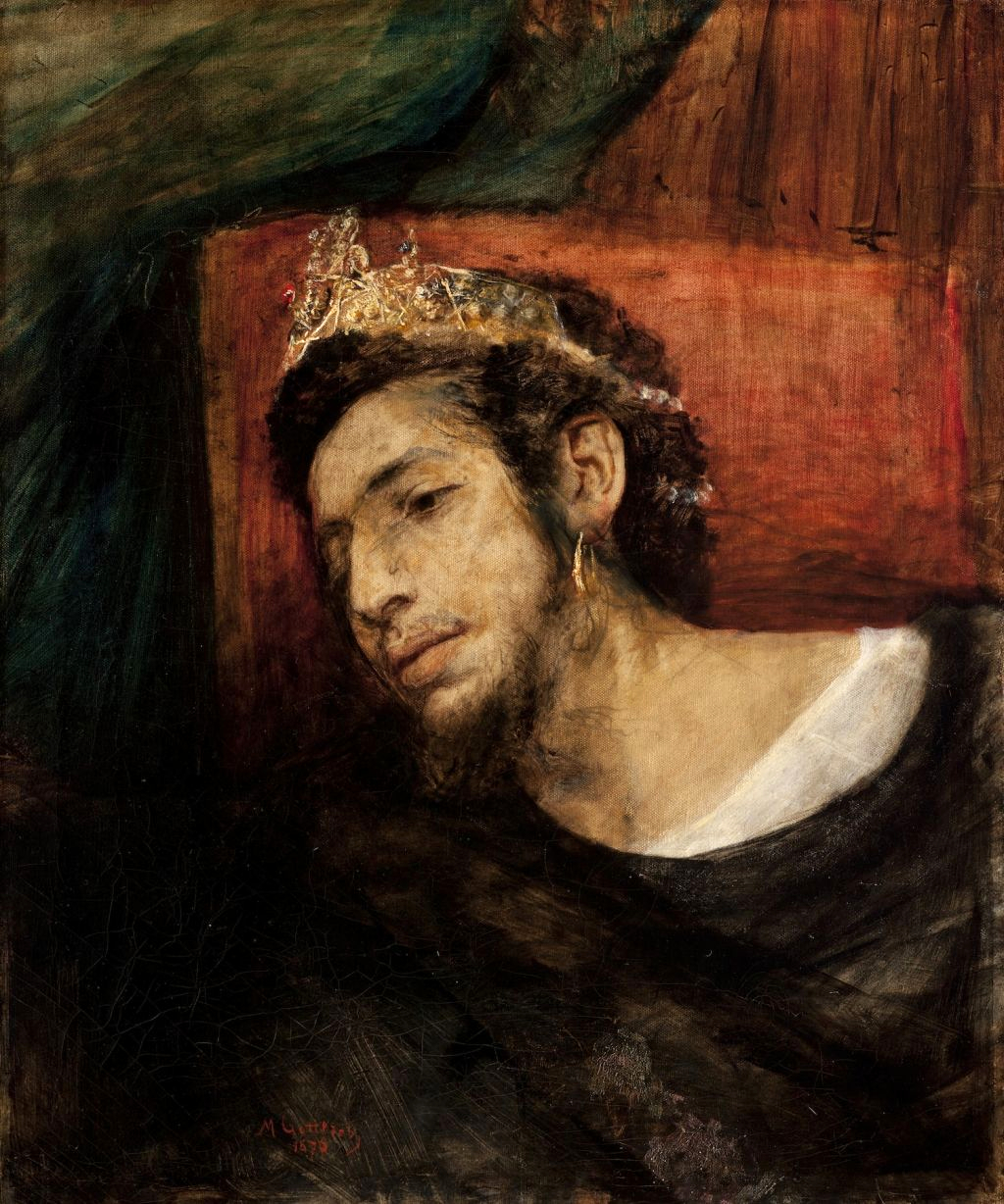
Агасфер, 1876, 63 x 53 см, масло на холсте, Национальный музей в Кракове
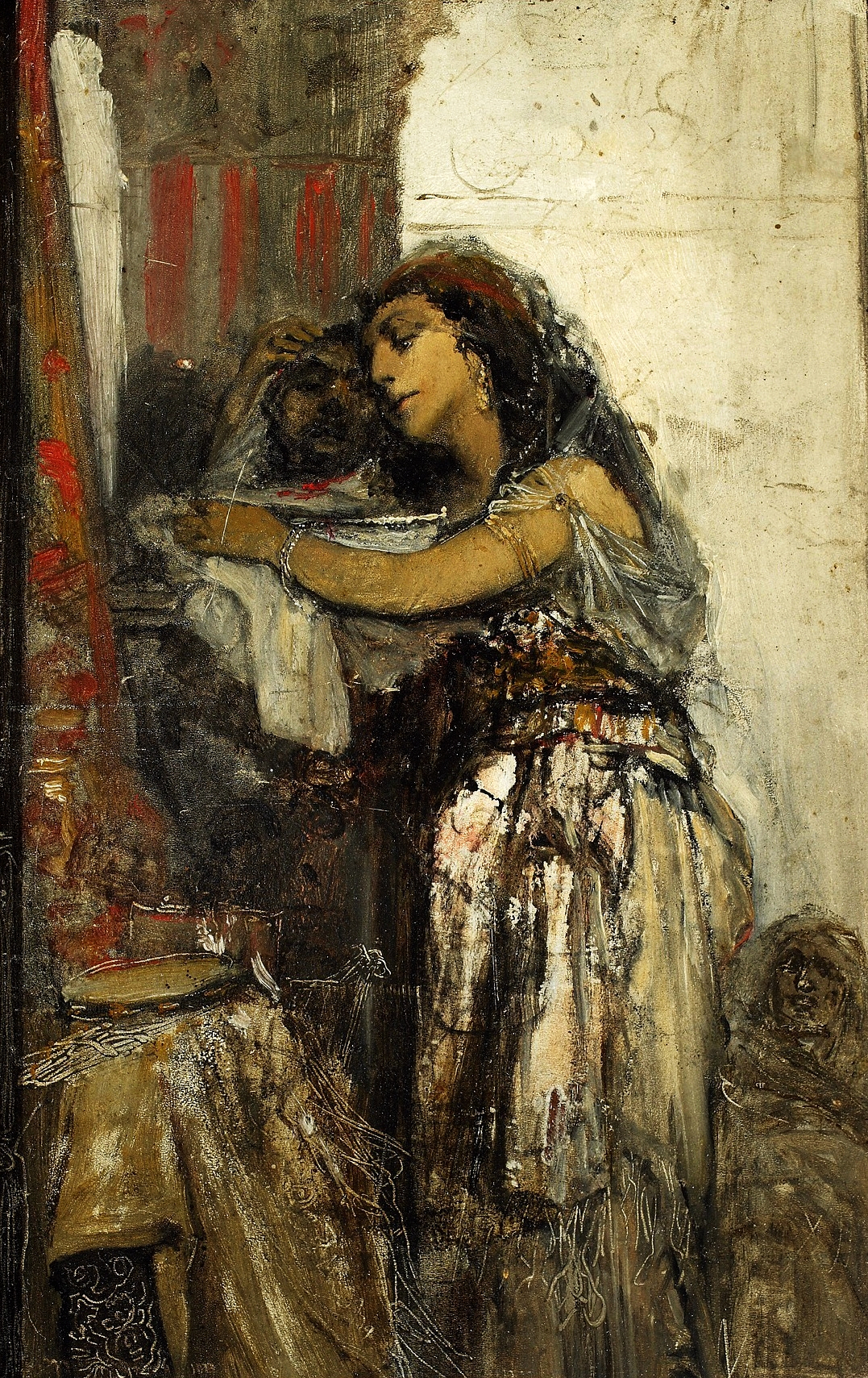
Саломея с головой святого Иоанна Крестителя, 1877
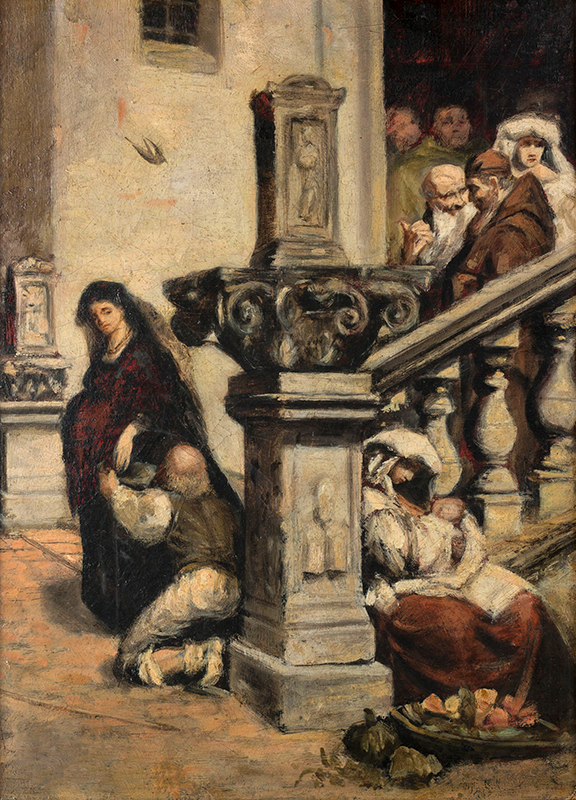
Подаяние
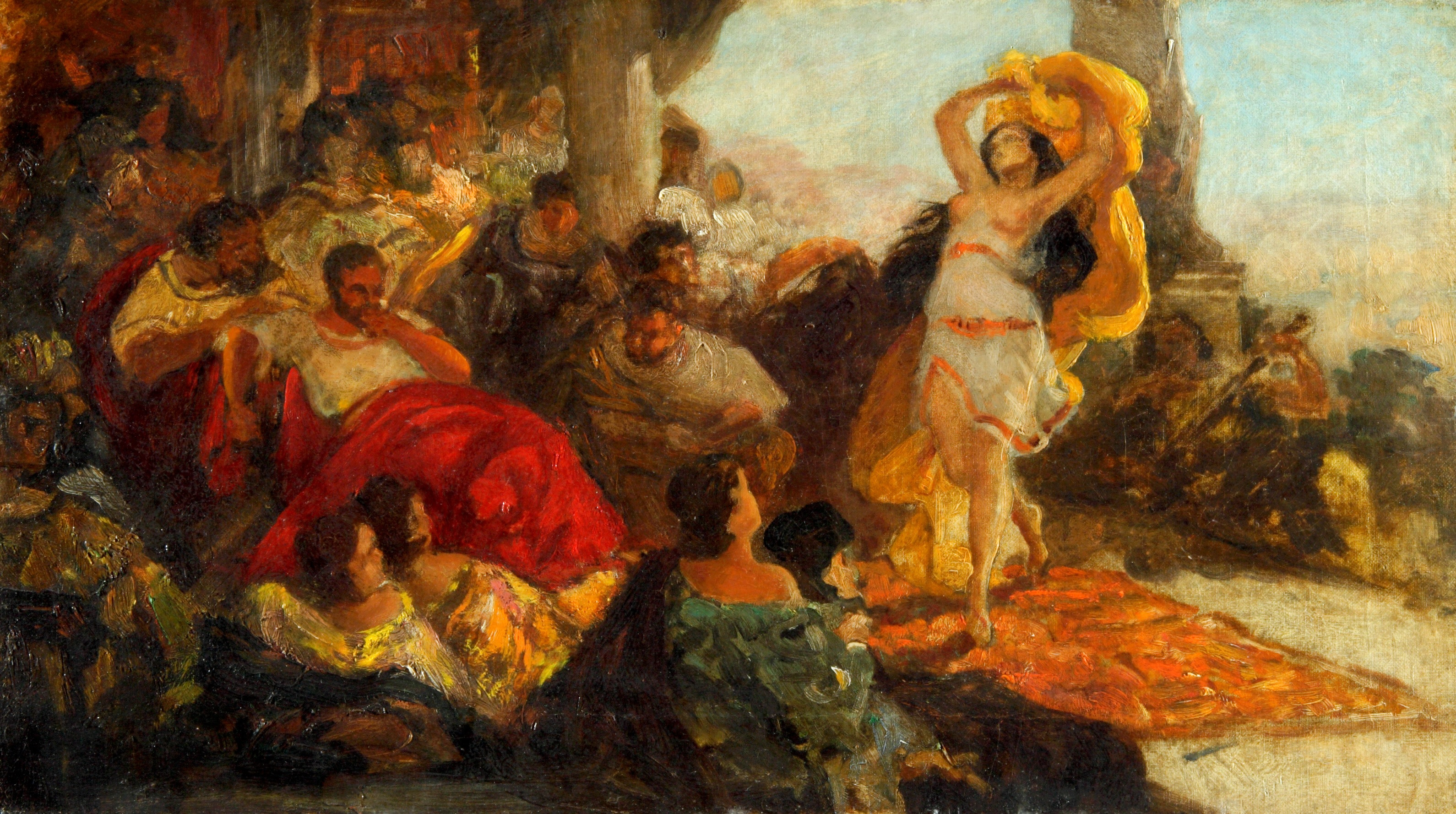
Танец Саломеи, 1879
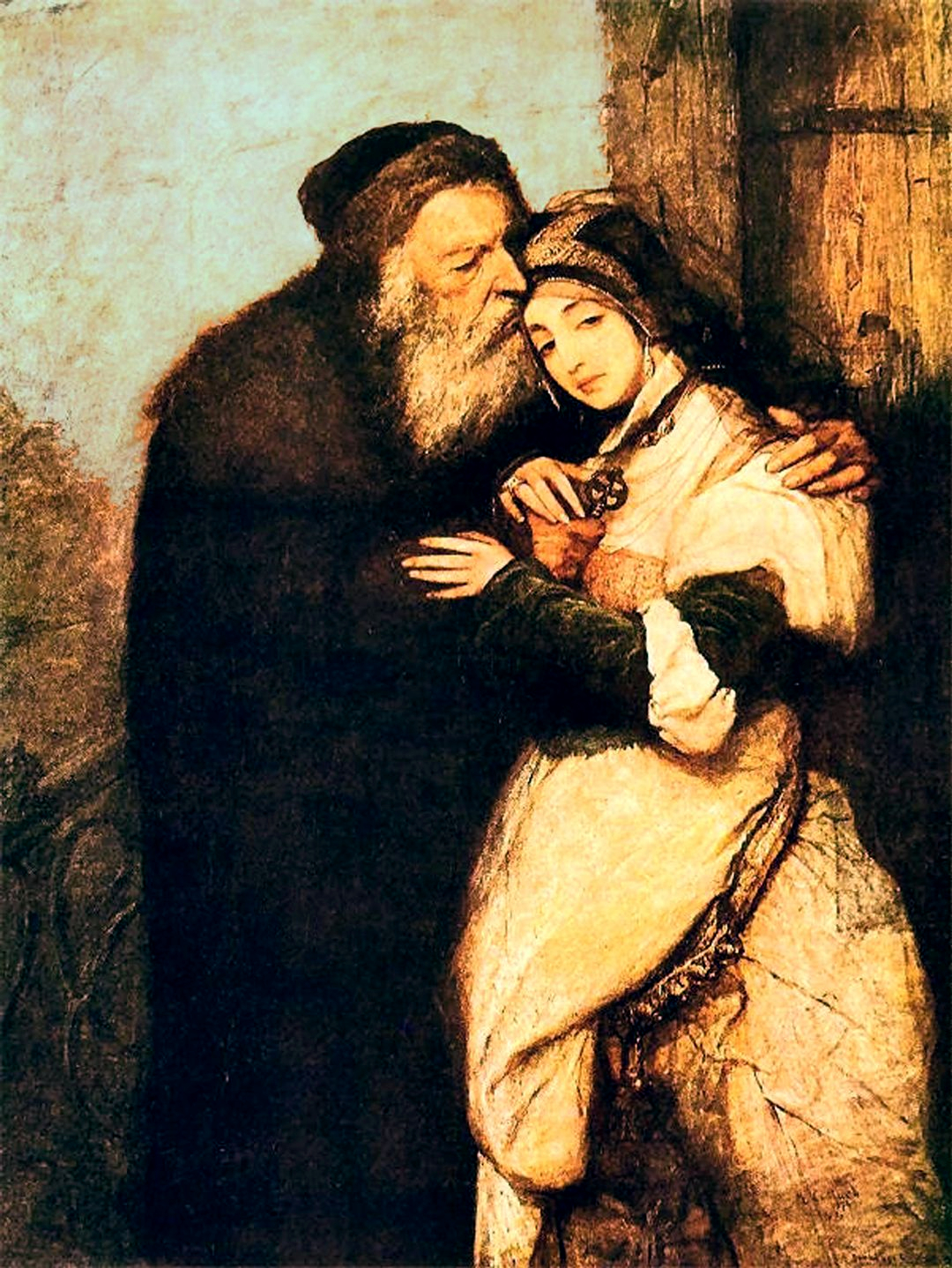
Шейлок и Джессика, 1876, 166.5 x 109.5 см, масло на холсте
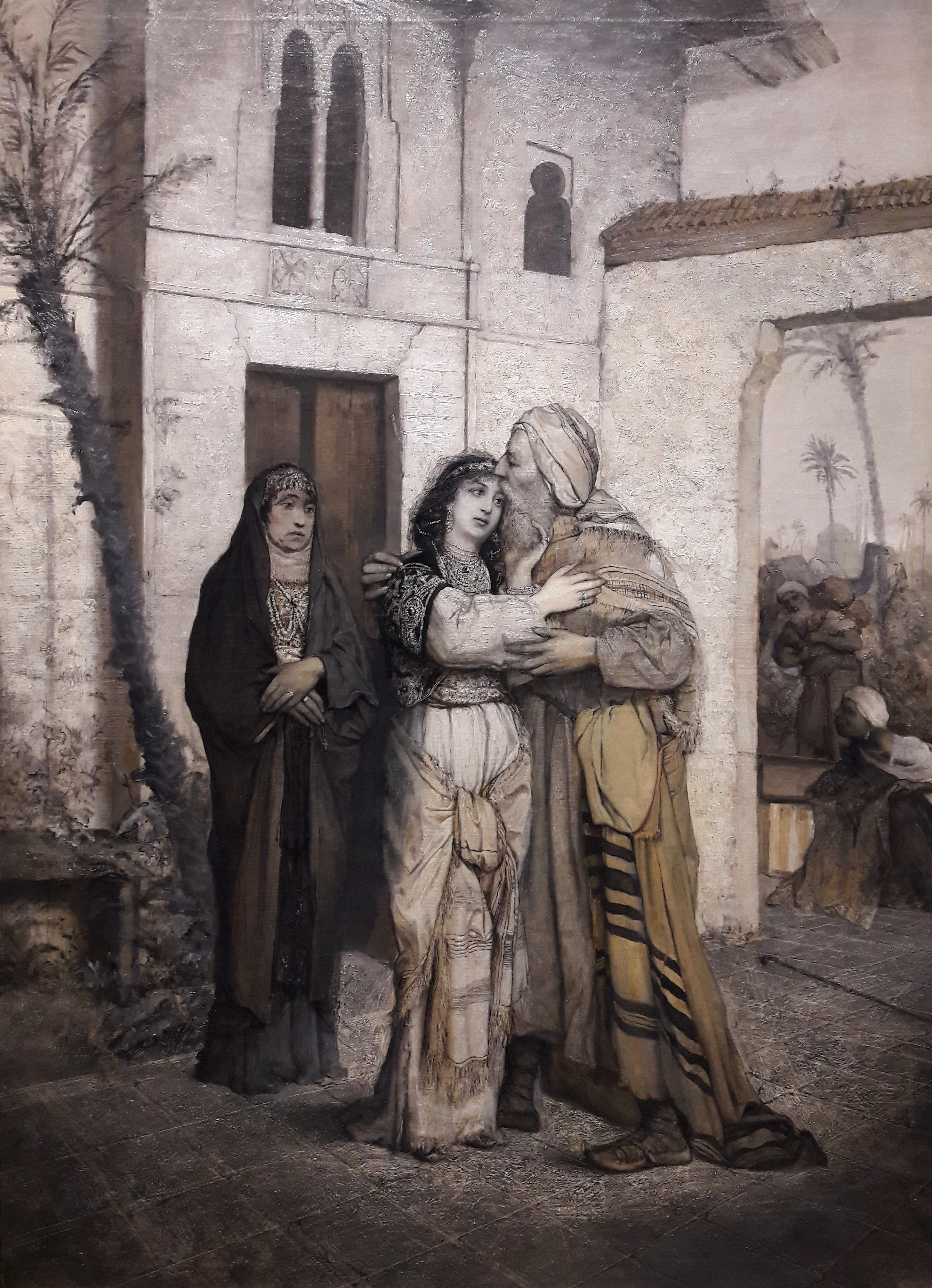
Реча приветствует своего отца, 1877, 110 x 80 см, масло на холсте, Национальный музей в Варшаве
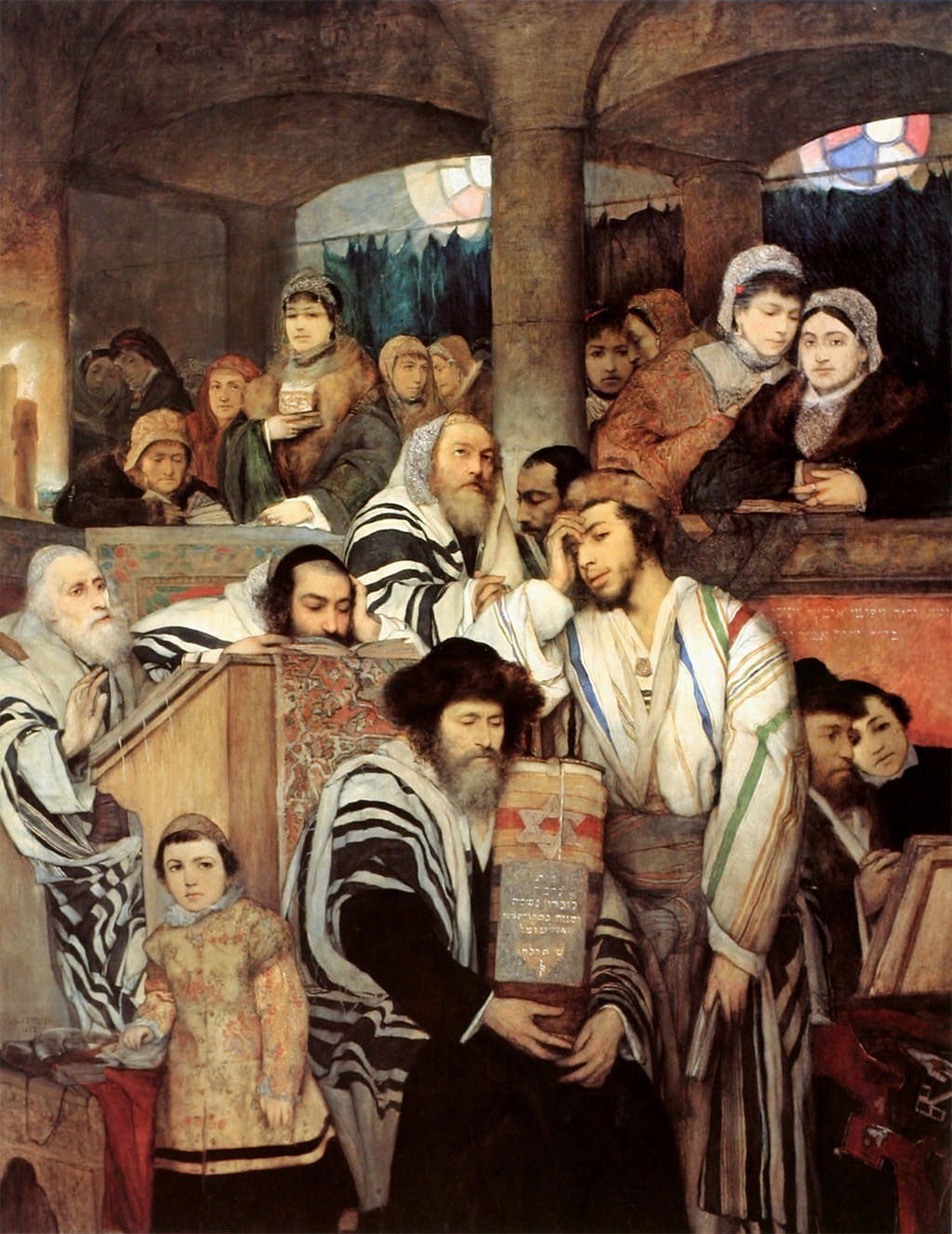
Евреи молятся в синагоге в Йом-Киппур, 1878, 245.1 x 191.8 см, масло на холсте, Тель-Авивский музей изобразительных искусств
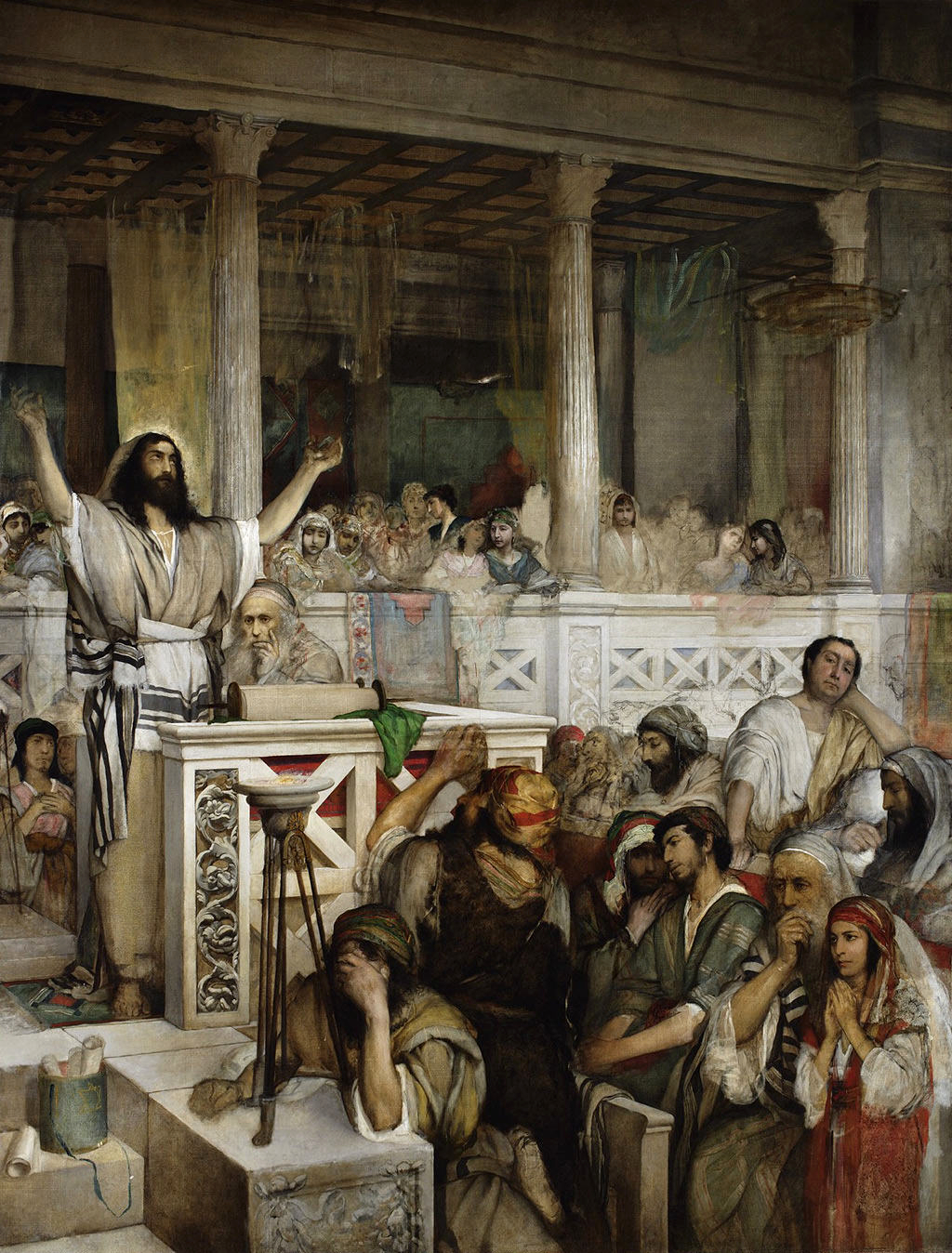
Иисус в синагоге в Капернауме, 1878-79, 271.5 x 209 см, масло на холсте, Национальный музей в Варшаве
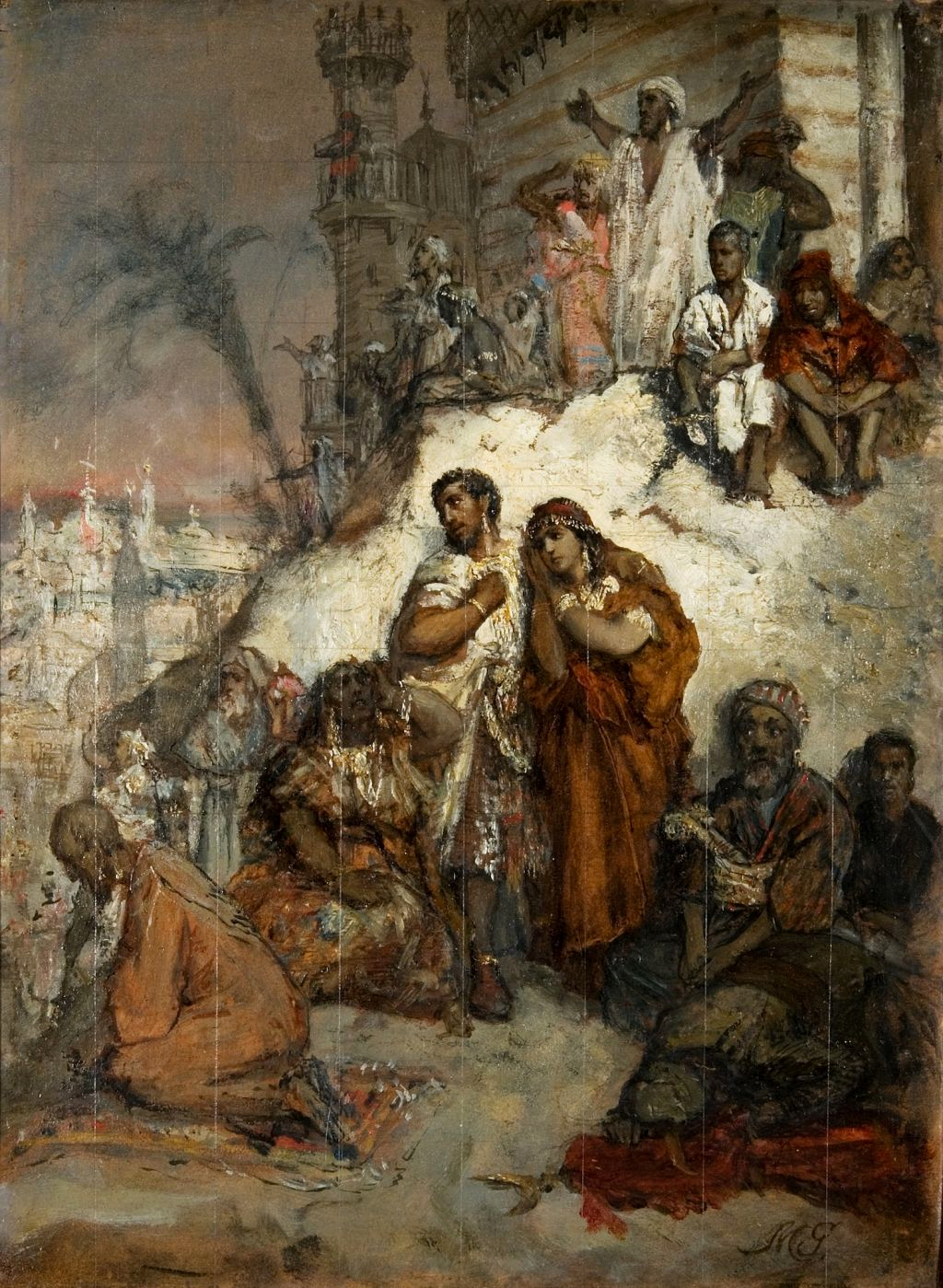
Изгнание морисков из Гранады, 1877, Музей в Лодзи, Польша
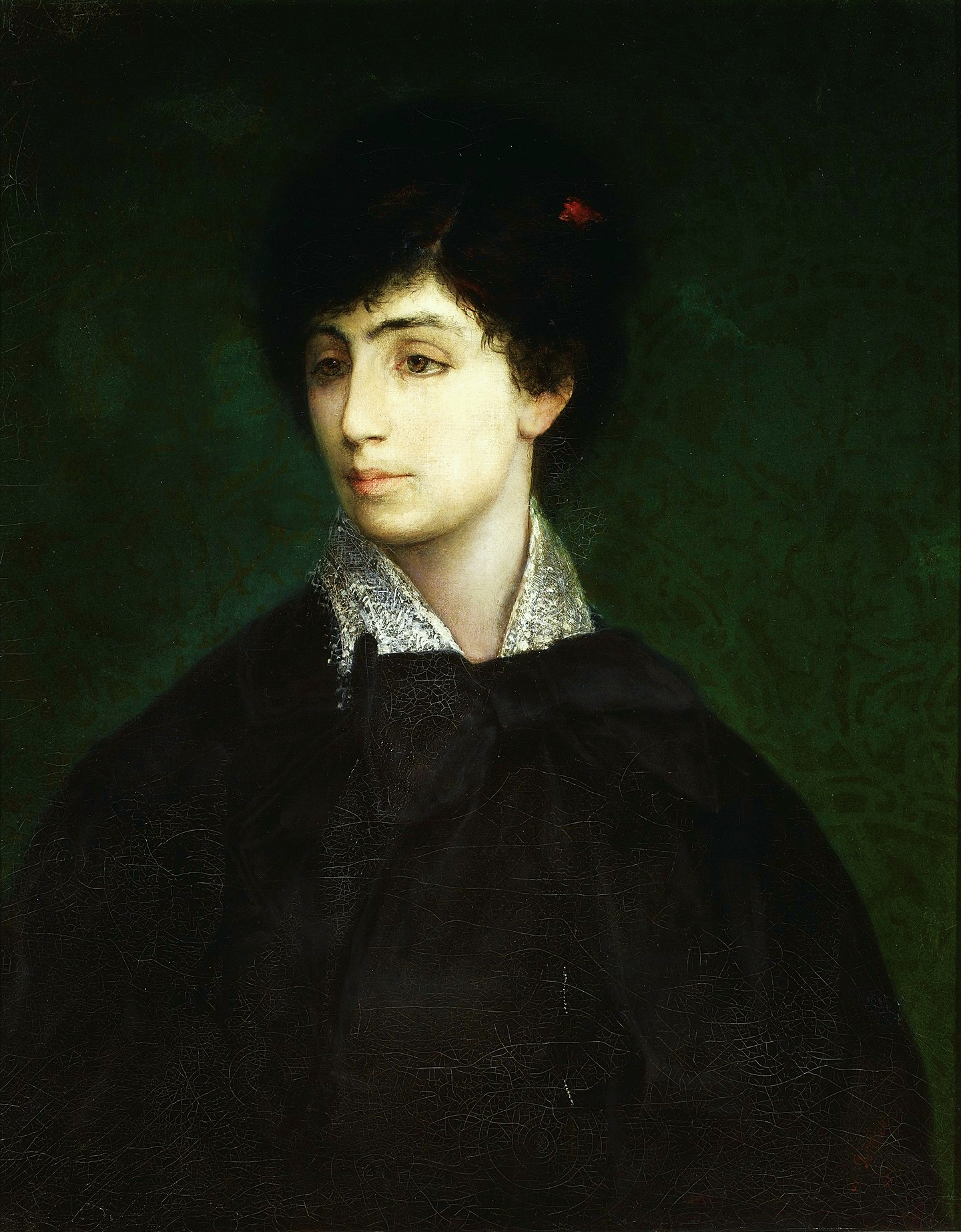
Портрет молодой еврейской женщины, 1879, 62.2 x 51 см, масло на холсте, Национальный музей в Варшаве
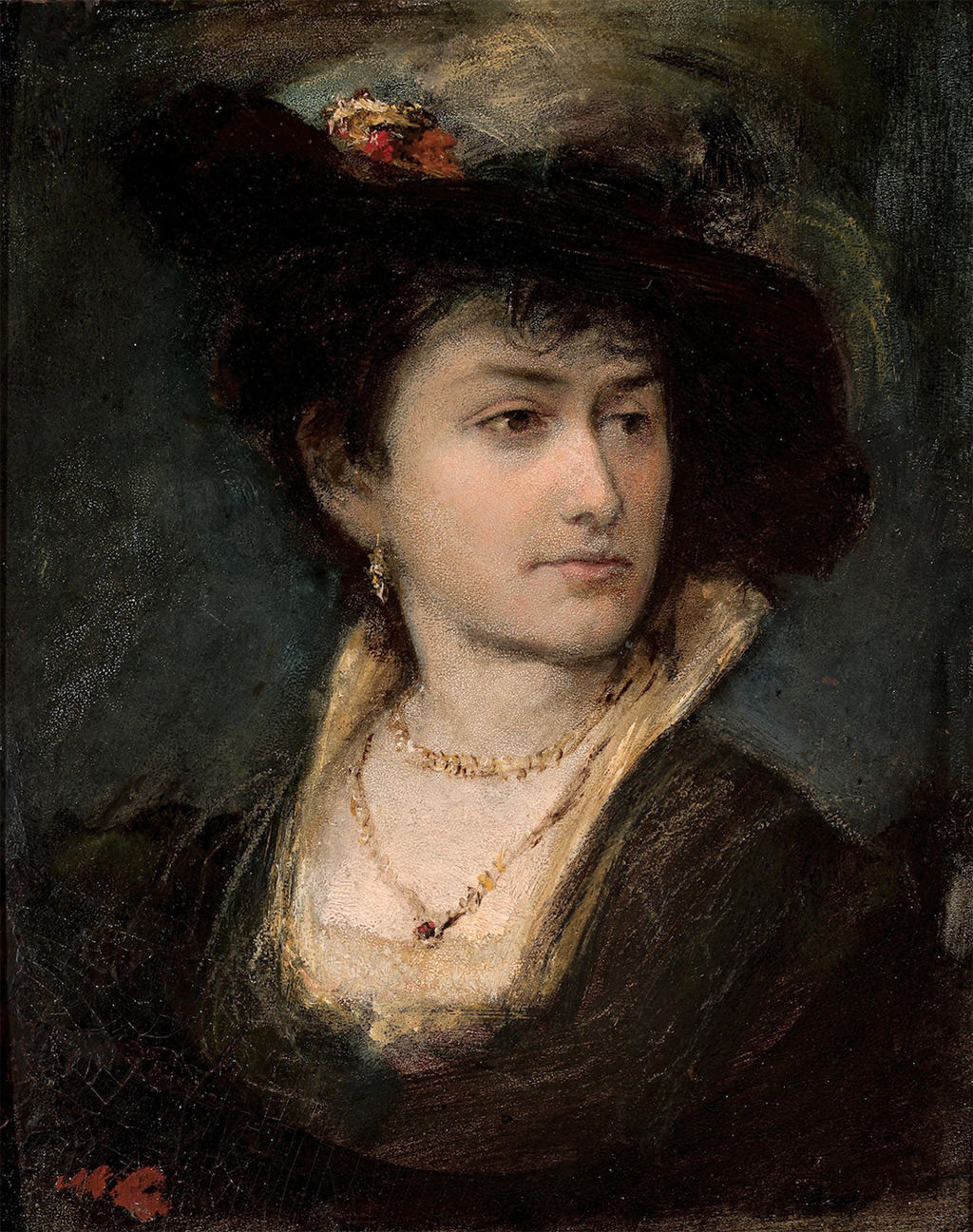
Портрет сестры художника, 1877, 27 x 21.6, масло на холсте, Национальный музей в Варшаве
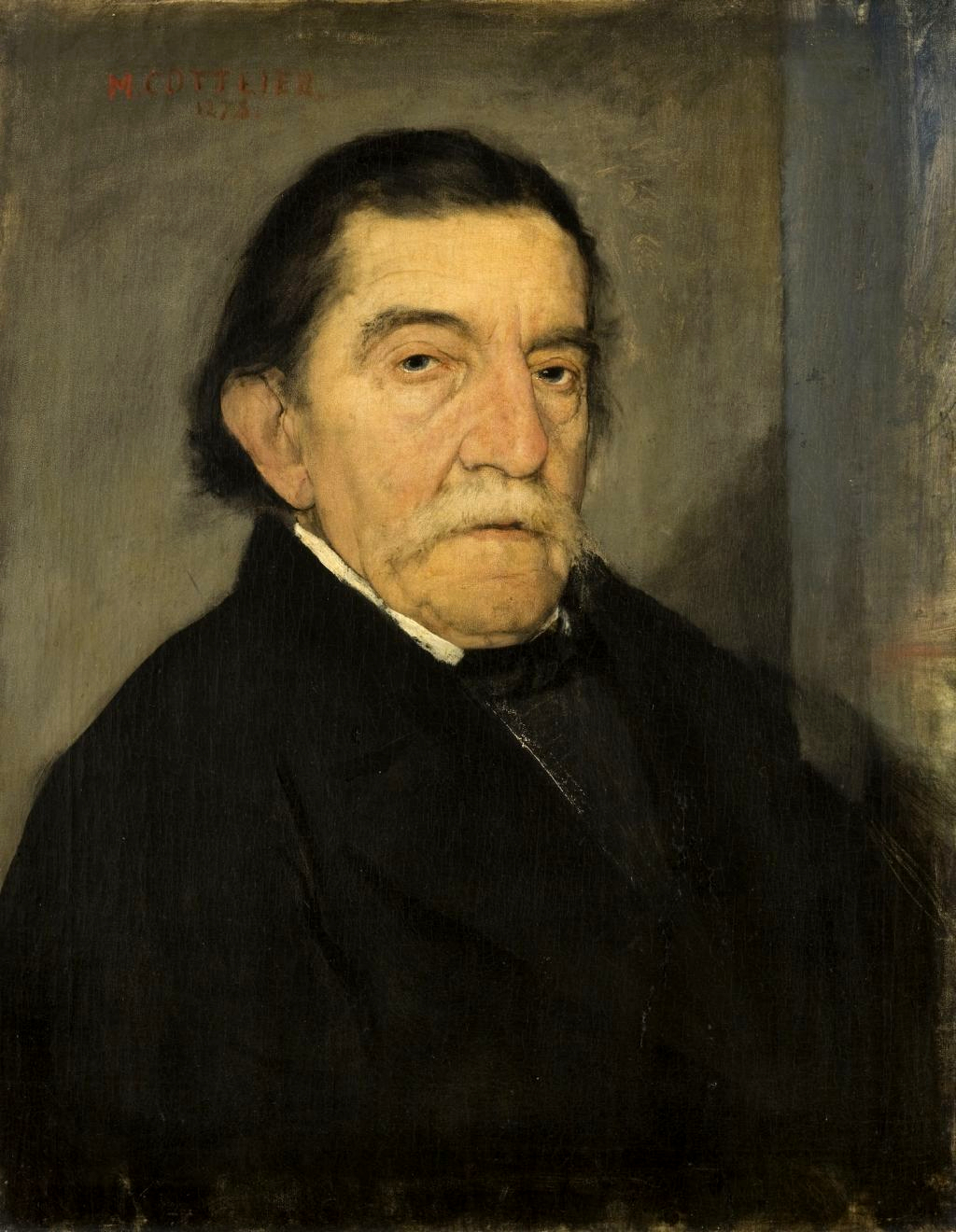
Портрет Игнация Куранда, 1878, 63 x 48 см, масло на холсте, Национальный музей в Кракове
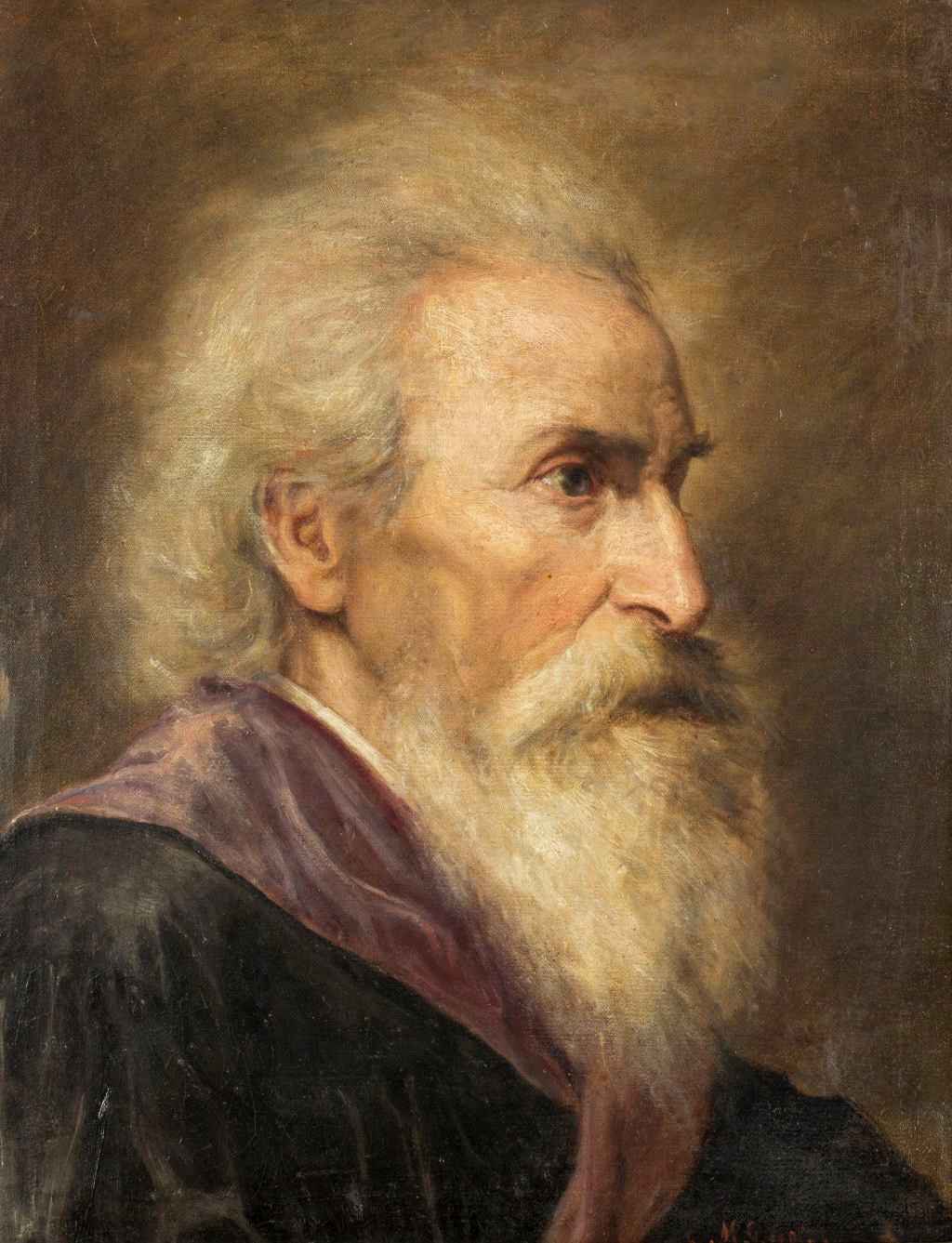
Голова старца, Еврейский исторический институт им. Рингельблюма в Варшаве